# مجمع صناعي عسكري

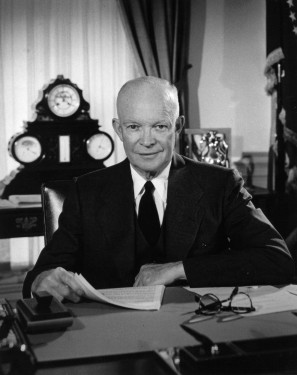

المجمع الصناعي العسكري، أو المجمع الصناعي العسكري التشريعي (بالإنجليزية على الترتيب: military–industrial complex، و military–industrial–congressional complex)، هو مصطلح يصف العلاقة المالية والسياسية القائمة بين المشرعين والقوات المسلحة الوطنية والصناعات العسكرية التي تدعمهما. هذه العلاقة تتضمن المساهمة السياسية، والموافقة السياسية على الإنفاق العسكري، وأعمال الوساطة لدعم البيروقراطيات، والإشراف على الصناعات. هذه العلاقة تعد نوعًا من المثلث الحديدي، وهو اصطلاح للعلاقة بين المشرعين في لجان الكونغرس والبيروقراطيات والمجموعات ذات المصلحة. يُستخدم مصطلح المجمع الصناعي العسكري في الإشارة إلى المنظومة التي تدعم القوات المسلحة الأمريكية، حيث حاز المصطلح الانتشار بعد وروده في الخطاب الوداعي للرئيس دوايت دي. أيزنهاور في 17 يناير، 1961، مع العلم أن المصطلح قابل للاستخدام في أي دولة لها بنية مشابهة.
يُستخدم المصطلح أحيانًا بعموم أكثر ليشمل كامل شبكة العقود وتدفقات الأموال والموارد بين الأفراد والشركات والمؤسسات التابعة لمتعهدي الدفاع والبنتاجون والكونجرس والإدارة التنفيذية.
قدًّّم دانيل جيران أطروحة مشابهة في كتابه «الفاشية والأعمال الكبيرة» الصادر عام 1936، إذ يتحدث عن دعم الحكومات الفاشية للصناعات الثقيلة. عرَّفها جيران بالقول، «تحالف غير رسمي ومتغير لجماعات ذات مصالح نفسية وأخلاقية ومادية راسخة ترمي إلى التطوير المستمر والاحتفاظ بالأسلحة، وإلى الإبقاء على أسواق استعمارية، وتصور عسكري-استراتيجي للشؤون الداخلية.» كذلك قدم فرانز ليبوبارد نويمان عرضًا للظاهرة في كتاب «بهيموث: هيكل وممارسة الاشتراكية الوطنية» الصادر في 1942، وهو دراسة لكيفية صعود النازية إلى السلطة في دولة ديمقراطية.

## أصل المصطلح
استخدم رئيس الولايات المتحدة دوايت دي. أيزنهاور المصطلح في خطابه الوداعي للأمة في 17 يناير، 1961:
مؤسستنا العسكرية عنصر حيوي في المحافظة على السلام. يجب أن تكون أسلحتنا قوية، جاهزة للرد الفوري، حتى لا يغرر لأي معتد محتمل بالمخاطرة بدماره الذاتي...
هذا الاجتماع بين المؤسسة العسكرية الضخمة والصناعات العسكرية الكبيرة هو شيء جديد في التجربة الأمريكية. إن النفوذ الشامل - الاقتصادي والسياسي وحتى الروحي - يُشعر به في كل مدينة ودار تشريع في الدولة وكل سلطة في الحكومة الاتحادية. ونحن نعترف بالحاجة الحتمية لهذا التطور. لكن علينا ألا نخفق في استيعاب تبعاته الهائلة. كدحنا ومواردنا ورزقنا كلها ترتبط بهذا؛ وكذلك بنية مجتمعنا ذاتها. في مجالس الحكومة، يجب علينا الاحتراس من النفوذ الذي لا مبرر له، سواءً كان بطلب أو بغير طلب، من المجمع الصناعي العسكري. إن الاحتمال موجود للصعود الكارثي للسلطة في غير مكانها، وسيظل موجودًا. لا يجب علينا أبدًا أن نترك أثر هذا الجمع يعرض حرياتنا وعملياتنا الديمقراطية للخطر. لا يصح أن نسلم بضمان أي شيء. فقط المواطنة المتنبهة والعارفة هي التي ستجبر التشابك المناسب بين الصناعات الكبرى والآلة الدفاعية من جهة وطرقنا السلمية وأهدافنا من جهة أخرى، حتى يزدهر الأمن والحرية معًا.
هناك اعتقاد بأن العبارة كانت المجمع الصناعي «المبني على الحرب» war-based industrial complex قبل أن تصبح المجمع الصناعي العسكري في المسودات الأخيرة لخطاب أيزنهاور، وهو ادعاء مبني فقط على تأريخ شفوي. يذكر جفري برت في سيرة أيزنهاور الذاتية أن أحد المسودات للخطاب كانت فيها العبارة المجمع الصناعي العسكري الكونغرسي military-industrial-congressional complex، في إشارة إلى دور كونغرس الولايات المتحدة في تعزيز الصناعات العسكرية، لكن كلمة الكونغرس أسقطت في الإصدارة النهائية للخطاب لإرضاء  أعضاء الكونغرس المنتخبين في ذلك الحين. يرى جيمس لدبتر أن هذا فهم مغلوط لا يدعمه أي دليل؛ يدعي دوغلاس برنكلي أيضًا أن العبارة كانت «المجمع الصناعي العسكري العلمي». ويقول هنري جركس أنها كانت «المجمع الصناعي العسكري الأكاديمي». كان مؤلفا الخطاب الأصليان هما رالف إي. وليامز وومالكوم موس.
قبل خطاب أيزنهاور، كانت هناك محاولات لوضع مفهوم قريب لمصطلح «المجمع الصناعي العسكري». فقد وجد لدبتر العبارة ذاتها مستخدمة في عام 1947 في مقالة ظهرت في مجلة الشؤون الخارجية كتبها ونفيلد دبليو. رفلد. وفي 1956، رأى سي. رايت ميلز أن هناك فئة من القادة السياسيين والعسكريين وأصحاب الأعمال تحركهم مصالح مشتركة، وهم القادة الحقيقيون للدولة،  وهم بعيدون على نحو فعال عن السلطة الديمقراطية. يذكر فردريك هايك في كتابه الطريق إلى العبودية أخطار دعم التنظيم الاحتكاري للصناعة الموروث عن سياسات الحرب العالمية الثانية.

## المجمع الصناعي التقني
في خطابه الوداعي في 2025، حذر رئيس الولايات المتحدة چو بايدن مما دعاه المجمع الصناعي التقني، قائلًا أن «الأمريكيين يُدفنون تحت انهيار ثلجي من المعلومات المضللة والكاذبة التي تمكن من إساءة استخدام السلطة». أشار معلقون إلى أن هذا التصريح جاء على وقع الدور المرتقب لإيلون ماسك في إدارة ترامب الثانية والتصريحات العامة من مديري شركات التقنية تجاه ترامب، ومنهم مارك زوكربيرج وچيف بيزوس، إضافة إلى إلغاء برنامج تدقيق الحقائق في فيسبوك.